# ヘンリー・サマセット＝スクーダモア (第3代ボーフォート公爵)
第3代ボーフォート公爵ヘンリー・サマセット＝スクーダモア（英語: Henry Somerset-Scudamore, 3rd Duke of Beaufort、出生名ヘンリー・サマセット、1707年3月26日 – 1745年2月24日）は、グレートブリテン王国の貴族。1714年までウスター侯爵の儀礼称号を使用した。

## 生涯
第2代ボーフォート公爵ヘンリー・サマセットと2人目の妻レイチェル（Rachel、旧姓ノエル（Noel）、1709年9月13日没、第2代ゲインズバラ伯爵リズリー・ノエルの娘）の長男として、1707年3月26日に生まれ、1714年5月24日に父が死去するとボーフォート公爵の爵位を継承した。ウェストミンスター・スクールで教育を受けた後、1720年10月29日にオックスフォード大学ユニヴァーシティ・カレッジに入学、1725年4月22日にD.C.L.の学位を修得した。
19歳のとき、バドミントン・キャビネットというフィレンツェ製のタンスを注文した。このタンスは2004年12月に1,900万ポンドでリヒテンシュタイン公ハンス・アダム2世によって競り落とされ、世界一高い家具の記録を更新した。
1729年6月28日、第3代スクーダモア子爵ジェームズ・スクーダモア（1716年没）の娘で相続人のフランシス・スクーダモアと結婚した。同年に議会の私法案可決を受けて「スクーダモア」を姓に加えた。結婚後ほどなくして、妻のフランシスは第2代タルボット男爵ウィリアム・タルボット（後の初代タルボット伯爵）と公然と浮名を流した。その後、フランシスが出産すると、公爵は1742年にフランシスとタルボット男爵の不倫関係を理由に離婚を申請した。公爵は不貞さえ立証されれば穏便に済ますつもりであったが、フランシスがボーフォート公爵は性的不能であるとして反訴したため態度を硬化させ、裁判の一時中止を要求した。そこで、ボーフォート公爵は1743年3月に裁判所が委任した人物（ミード医師(Dr.Meade)を含む6人の医師）に対し、自身が勃起できることをカーテン越しに示した
。裁判の結果、離婚は許可されたほか、ボーフォート公爵はタルボット男爵にあらためて損害賠償を請求した。公爵はこの裁判にも勝訴して、タルボット男爵から8万ポンドの慰謝料を勝ち取った。フランシスはその後チャールズ・フィッツロイ（第2代グラフトン公爵チャールズ・フィッツロイの庶子）と再婚した。
1739年に創設された捨子養育院の初代総裁の1人だった。
1745年2月24日に死去したが、嫡子がなかったため弟チャールズ・ノエル・サマセットが爵位を継承した。
第3代ボーフォート公爵にはマーガレット・バーという庶出の娘がおり、マーガレットは1746年に画家トマス・ゲインズバラと結婚した。

### 註釈
1. ↑  老境にあったミード医師ら曰く『実に見事なものであった』という[6]。